# 彼得·海斯勒
彼得·海斯勒 （英語：Peter Hessler，1969年6月14日—），漢名何伟，生于美国匹兹堡。作家與記者，曾在中國擔任教師及記者，著作有关于当代中国的三部曲。

## 生平
何偉在匹茲堡出生，成長於密蘇里州。1988年，進入普林斯顿大学英文系，1992年畢業，取得學士學位。畢業同年，獲得羅德獎學金，赴英国牛津大学研習英國語文與文學。
1996年，參與和平队（Peace Corps），和平隊為其起中文名 - 何偉，赴中國工作，在四川涪陵师范高等专科学校（今重庆市长江师范学院）英语系教英文。在此工作两年並學習中文。1998年，合約結束，移居北京，擔任記者與自由撰稿者。1999年至2000年間，任华尔街日报北京记者。2000年至2001年間，任波士顿环球报北京记者。2000年至2007年間，任纽约客驻北京记者。
2001年，出版《江城》（River Town: Two Years on the Yangtze），內容記述他在四川涪陵的生活經驗，成為暢銷作家，其寫作之路也變得順利。
2010年後，舉家移居埃及開羅，任紐約客中東記者。
2019年8月，全家搬迁至四川省成都市，并于2019年秋季起任教于四川大学匹兹堡学院。2021年6月，四川大學宣布不與彼得·海斯勒續約。

## 出版作品
中国三部曲
- 2001年 River Town: Two Years on the Yangtze, Perennial. 2006年此書譯成中文。《消失中的江城: 一位西方作家在長江古城探索中國》，吳美真译，台北久周文化。此書寫個人經驗[3]。简体中文版《江城》于2012年由上海译文出版社出版，李雪顺译，有删节。
- 2006年 Oracle Bones: A Journey Between China's Past and Present, HarperCollins. 2007年此書譯成中文。《甲骨文：流离时空里的新生中国》，卢秋莹译，台北久周文化。此書寫今昔對比[3]。本书至今未能出版简体中文版。
- 2010年 Country Driving: A Journey Through China from Farm to Factory, HarperCollins. 《尋路中國：長城、鄉村、工廠，一段見證與觀察的紀程》，賴芳譯，八旗文化。此書企圖捕攫社會劇變中的浮光掠影，地理與生命景觀的荒蕪[3]。简体中文版《寻路中国：从乡村到工厂的自驾之旅》于2011年由上海译文出版社出版，李雪顺译，有删节。

专栏合集
2013年在纽约出版 Strange Stones: Dispatches from East and West, HarperCollins. 此书由吳美真于2013年10月译成中文，《奇石: 從城市到荒野的另類紀實》，台北八旗文化出版。本书收录了作者在《纽约客》杂志期间撰写的专栏文章，部分文字也出现在之前的中国三部曲中。简体中文版于2014年由上海译文出版社出版，李雪顺译，有部分篇目的变动，收入何伟新近所写的关于埃及的观察文章，以及部分在《甲骨文》里的内容。
其它书籍
- 2019年 The Buried: An Archaeology of the Egyptian Revolution,  Penguin. 2020年此書譯成中文。《埃及的革命考古學》，馮奕達译，八旗文化。本书写何伟与家人在阿拉伯之春期间于埃及的所见所闻。

## 榮譽
2001年以《江城》一書荣获美國桐山环太平洋图书奖。
2006年以《甲骨文》 (Oracle Bones) 一書入圍美國國家圖書獎(National Book Award)。
2008年以一篇《国家地理杂志》中《中國的速成城市》一文荣获美國國家雜誌獎。

## 家庭
妻子為1991年自哈佛大學畢業的張彤禾、亦是以中國為題材的美國作家。著有《工廠女孩──在變遷的中國，從農村走向城市》(Factory Girls: From Village to City in a Changing China)。兩人現移居中國四川。